# Gino Olivetti
Jacob Angelo Gino Olivetti (Urbino, 5 settembre 1880 – Olivos, 4 febbraio 1942) è stato un avvocato, economista e politico italiano, fondatore e primo segretario della Confindustria, docente universitario di Diritto del Lavoro, editorialista della Stampa di Torino, deputato del Regno d'Italia, presidente del consiglio d'amministrazione dell'Ufficio internazionale del lavoro, fondatore e presidente della Croce Verde di Torino nonché presidente della Juventus.

## Biografia
Nacque da Raffaele e da Emilia Coen, entrambi possidenti di religione ebraica. Crebbe però a Ivrea dove il padre, originario di quella città, seguiva alcune attività.
Studia Giurisprudenza all'Università degli Studi di Torino, da dove esce laureato nel 1902. Dopo gli studi universitari per un breve periodo viaggia l'Europa e soggiorna in Gran Bretagna, Francia e Germania.
Studia a fondo le tematiche dell'associazionismo imprenditoriale e delle relazioni industriali, nonché le teorie dell'ingegnere americano Frederick Taylor sulla razionalizzazione dei procedimenti di lavoro. Promotore e primo Segretario della "Lega industriale torinese" nel 1908, fondatore e primo Segretario Generale della Confindustria, dal 5 maggio 1910 fino al 1º gennaio 1934.

Nel 1907 è stato iniziato in Massoneria nella Loggia "Propaganda" del Grande Oriente d'Italia a Torino, dal quale è stato espulso dopo essere stato eletto nella lista nazional-fascista  nelle elezioni politiche italiane del 1924.
Eletto deputato nella XXV legislatura (1915-1919), è riconfermato nell'incarico parlamentare anche nelle quattro successive.
Gino Olivetti è stato anche il quattordicesimo presidente della Juventus. Occupò la carica di capo del club di Torino nel 1920 e vi rimase fino al 1923. In questo periodo il club segue un periodo di miglioramenti in ambito sportivo-societario condotti inizialmente da Giuseppe Hess in seguito alla crisi accaduta durante la prima metà degli anni 1910. Fu sotto la sua presidenza che per la prima volta dei giocatori juventini furono convocati nella nazionale italiana.  Nel 1924 lasciò il club. Fu tra i maggiori promotori della realizzazione dello stadio di Corso Marsiglia, il primo di proprietà del club.
Il 20 ottobre del 1939, in conseguenza delle leggi razziali fasciste, Olivetti, di religione ebraica, lascia l'Italia con la moglie. Muore in Argentina nel febbraio del 1942.